# Filippo Sacchi
Filippo Sacchi né le 6 avril 1887 à Vicence et mort le 8 septembre 1971  à Pietrasanta est un écrivain, journaliste et critique cinématographique italien.

## Biographie
Entré au Corriere della Sera en 1914, Filippo Sacchi commence son activité de correspondant à l’étranger et est envoyé dans ce qui était alors l’Empire austro-hongrois, au Maroc, en Australie et en Nouvelle-Zélande.
Opposant déterminé au fascisme, il fut dans les années 1920 et 1940 plusieurs fois éloigné de sa profession. Après l'arrestation de Mussolini et la chute du fascisme qui s’ensuivit, il fut nommé, à partir du 3 août 1943, directeur de l'édition de l'après-midi du Corriere della Sera (qui paraissait sous le titre Il Pomeriggio (L'Après-midi). Il le resta 45 jours, étant ensuite forcé de fuir en Suisse après l'établissement de la République sociale italienne et l'occupation par les Nazis de l'Italie du Nord. Il resta à Locarno jusqu'à la chute de la République sociale italienne.
Revenu en Italie, il fut directeur de la Gazzetta del Popolo et de l’Illustrazione Italiana et il commença avec La Stampa une collaboration importante qui dura jusqu'à 1953. Cette période fut caractérisée par ses articles où il critiquait sévèrement le gouvernement italien et l'Église catholique pour la fermeture de Nomadelfia.
À partir des années 1950, il tint jusqu'à sa mort sur le périodique Epoca une rubrique cinématographique. En 1950 il publia un manuel d'éducation civique (L'ABC del cittadino) (L’ABC du citoyen) et, après sa longue parenthèse de critique cinématographique, il consacre les dernières années de sa vie à écrire des manuels d'histoire pour les élèves des collèges.
Après sa mort le Sindacato Nazionale Giornalisti Cinematografici Italiani (SNGCI) a créé à sa mémoire un prix attribué à la meilleure thèse universitaire sur un sujet cinématographique.

## Œuvres

### Romans
- La casa in Oceania, Milan, Arnoldo Mondadori Editore, 1932
- La Primadonna, Milan, Mondadori, 1941
- Il mare è buono, Milan, Garzanti, 1946
- Toscanini, Milan, Mondadori, 1951
- Felici e infelici, Milan, Longanesi, 1967

### Essais
- Veneto, Essai d’introduction, pp. 7–20, Volume XVIII, Veneto, Attraverso l'Italia. Illustrations des régions italiennes, Touring Club Italiano, Milan, 1952

### Critique cinématographique
- Al cinema col lapis, Mondadori 1958.

## Source de la traduction
- (it) Cet article est partiellement ou en totalité issu de l’article de Wikipédia en italien intitulé « Filippo Sacchi » (voir la liste des auteurs).